# Vinheta de autoestrada
A vinheta de autoestrada é uma forma de tarifa rodoviária aplicada aos veículos, baseada num período de tempo em que um veículo pode usar determinadas rodovias tarifadas, em alternativa às portagens (pedágios) baseadas na distância percorrida. Atualmente as vinhetas são usadas em vários países da Europa.

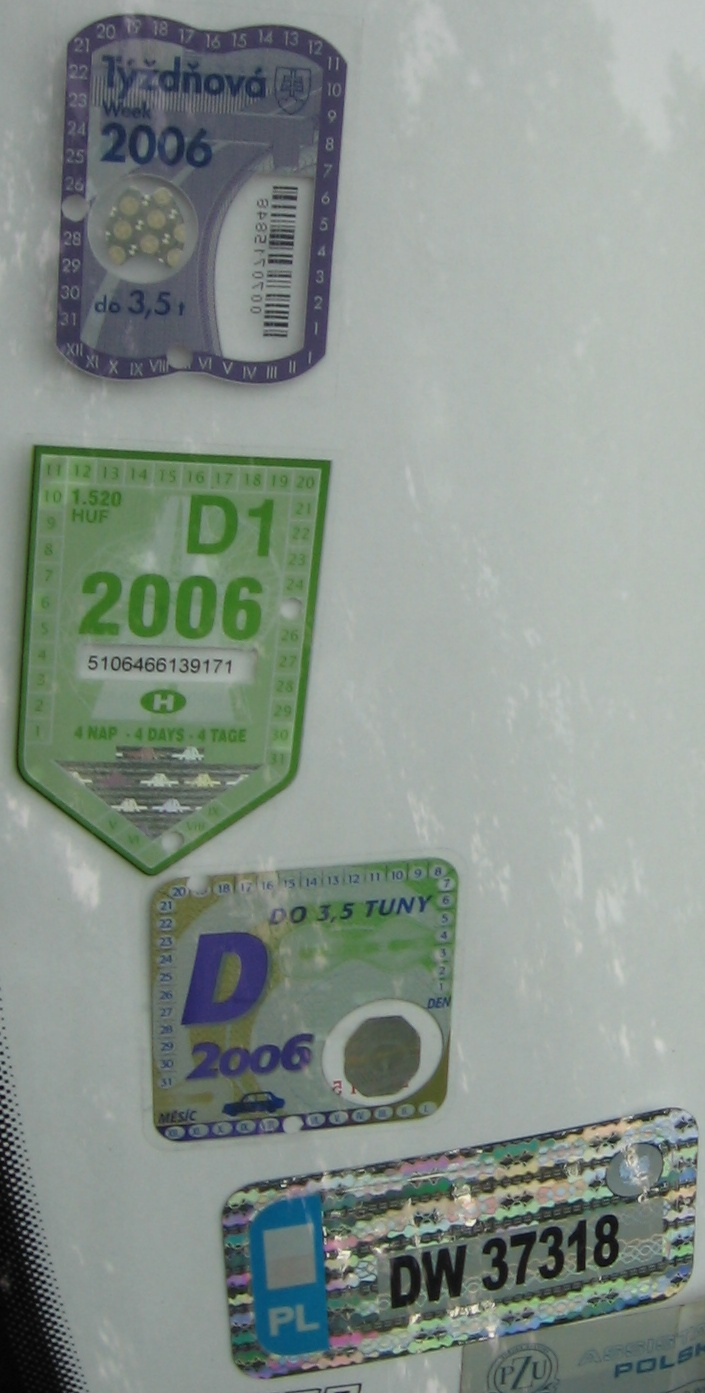
Vinhetas de um veículo coladas no para-brisas (de cima para baixo): Vinheta eslovaca semanal, Vinheta húngara de quatro dias, Vinheta checa de duas semanas, e em baixo um autocolante de registo do veículo para o controlo polaco.

As vinhetas são usadas na Áustria, Bulgária, Chéquia, Hungria, Itália, Moldávia, Roménia, Eslováquia, Eslovénia e Suíça. Na maioria destes países, um pequeno autocolante com um Código de Barras e um Código QR é afixado no para-brisas de um veículo, mas na Bulgária, Chéquia, Hungria, Roménia, Eslováquia e, desde 2021, na Eslovénia, os autocolantes foram substituídos por vinhetas eletrónicas. Na Moldávia, as vinhetas são obrigatórias para o uso de qualquer rodovia, enquanto na Bulgária e na Roménia apenas são obrigatórias para o uso de qualquer estrada fora das áreas urbanas. Em todos os outros países, as vinhetas apenas são obrigatórias para o uso das autoestradas (motorways) e vias expressas (expressways).
Os preços de uma vinheta anual para automóveis de passeio variam de €30 a €150, dependendo do país. Em todos os países, exceto na Suíça, também são vendidas vinhetas de curta duração para visitantes ou veículos em trânsito. Na Suíça, os motoristas estrangeiros visitantes devem comprar uma vinheta anual para usar as rodovias do país. As vinhetas geralmente podem ser compradas, em máquinas automáticas ou quiosques, nos postos de fronteira, áreas de serviço, postos de abastecimento de combustíveis, e outros pontos de venda. As vinhetas perdidas ou usadas indevidamente geralmente não são reembolsadas.
Os autocolantes das vinheta são normalmente impressos de forma a que seja impossível descolá-los e voltar a afixá-los sem os destruir, garantindo que não podem ser utilizados em mais do que um veículo. O tráfego rodoviário é frequentemente monitorizado por câmaras instaladas em pórticos nas estradas tarifadas e a validade das vinhetas é verificada por funcionários do estado, como guardas e polícias nacionais. Multas pesadas de pagamento obrigatório no momento são frequentemente cobradas aos viajantes que usam as rodovias sem uma vinheta válida e devidamente afixada. Portagens adicionais (pedágios adicionais) por vezes são cobradas para atravessar certas grandes obras de arte, como túneis e pontes rodoviárias. Na Áustria, a travessia de um túnel ou uma ponte sujeito a uma portagem especial (pedágio especial) (em alemão: Sondermautstrecke) está, em teoria, isento da obrigação da vinheta, mas na prática isto é um questão discutível, pois os acessos a muitos deles é feito apenas por rodovias tarifadas.

## Obrigação de vinheta por país

### União Europeia
A Diretiva Eurovinheta foi introduzida na União Europeia em 1993 para reger as tarifas rodoviárias para camiões (caminhões) de, no mínimo, 12 toneladas métricas. Um acordo internacional, baseado no Artigo 8.º da Diretiva Eurovinheta, assinado em 1994 pela Bélgica, Dinamarca, Alemanha, Luxemburgo e Países Baixos estabeleceu um sistema comum de vinhetas dentro da estrutura da Eurovinheta.
A Diretiva (UE) 2022/362, que alterou as Diretivas 1999/62/CE, 1999/37/CE e (UE) 2019/520, estabelece como os estados-membros da União Europeia devem aplicar imposições aos veículos para utilização da sua infraestrutura rodoviária e aplica-se aos impostos sobre os veículos pesados de mercadorias, e às portagens e aos direitos de utilização aplicados aos veículos.

### Áustria

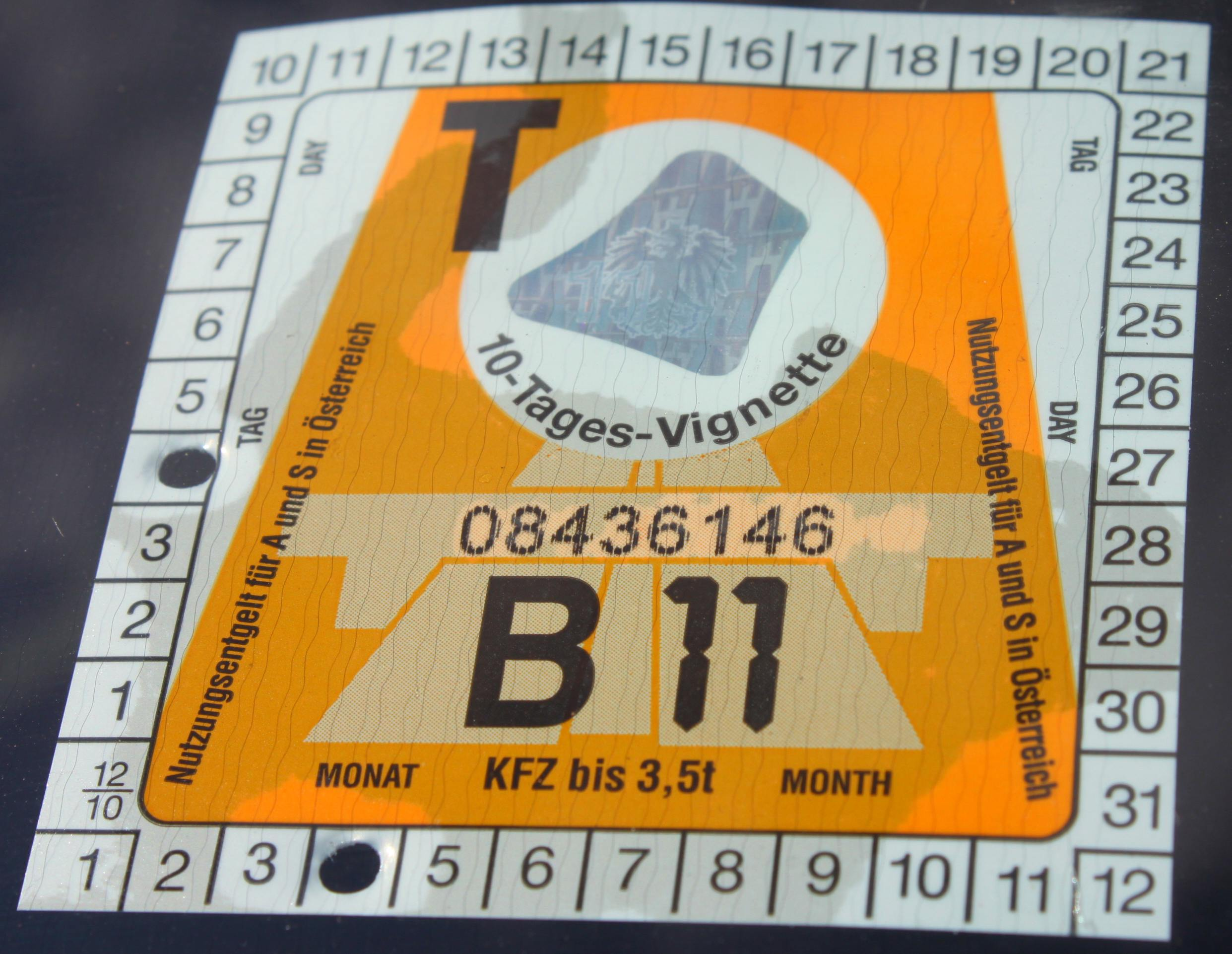
Vinheta temporária da Áustria, válida por 10 dias, a partir de 4 de abril de 2011.

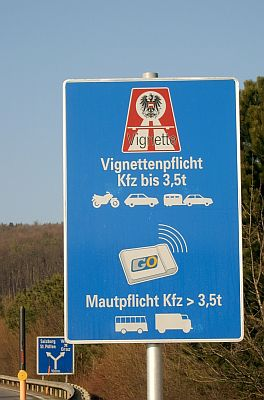
Sinal de aviso da obrigação de ter uma vinheta válida antes antes da entrada nas autoestrada ou via expressas tarifadas da Áustria.

Desde 1997, as vinhetas são obrigatórias para todos os veículos de até 3,5 toneladas que circulam nas autoestradas e vias expressas (prefixadas com as letras A e S) sob administração federal. As vinhetas são supervisionadas pela polícia e funcionários da Autoridade de Vinhetas da Administração Federal das Rodovias. Aos viajantes sem vinheta válida é cobrada uma multa de 240€ com pagamento adicional obrigatório do valor da portagem substituta (pedágio substituto), e as multas não pagas conduzem a multas entre 300€ e 3.000€. Além disso, os veículo estrangeiros podem ser confiscados para garantir o pagamento da multa.
São cobradas portagens adicionais (pedágios adicionais) em determinados troços com grandes obras de arte, como túneis e pontes, onde estão instaladas portagens (pedágios) físicos e sistemas de videoportagem (videopedágio). Algumas estradas permitem que os motoristas utilizem vinhetas eletrónicas. As vinhetas para veículos com mais de 3,5 toneladas foram substituídas por GO-Boxes com pórticos de videoportagem (videopedágio) baseado na distância percorridas a 1 de janeiro de 2004. Desde 2019, além das tradicionais vinhetas autocolantes, são disponibilizadas vinhetas eletrónicas.

### Bulgária

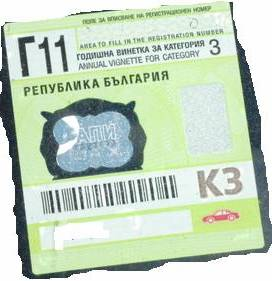
Vinheta anual para veículo da categoria 3 para o ano de 2011 da Bulgária.

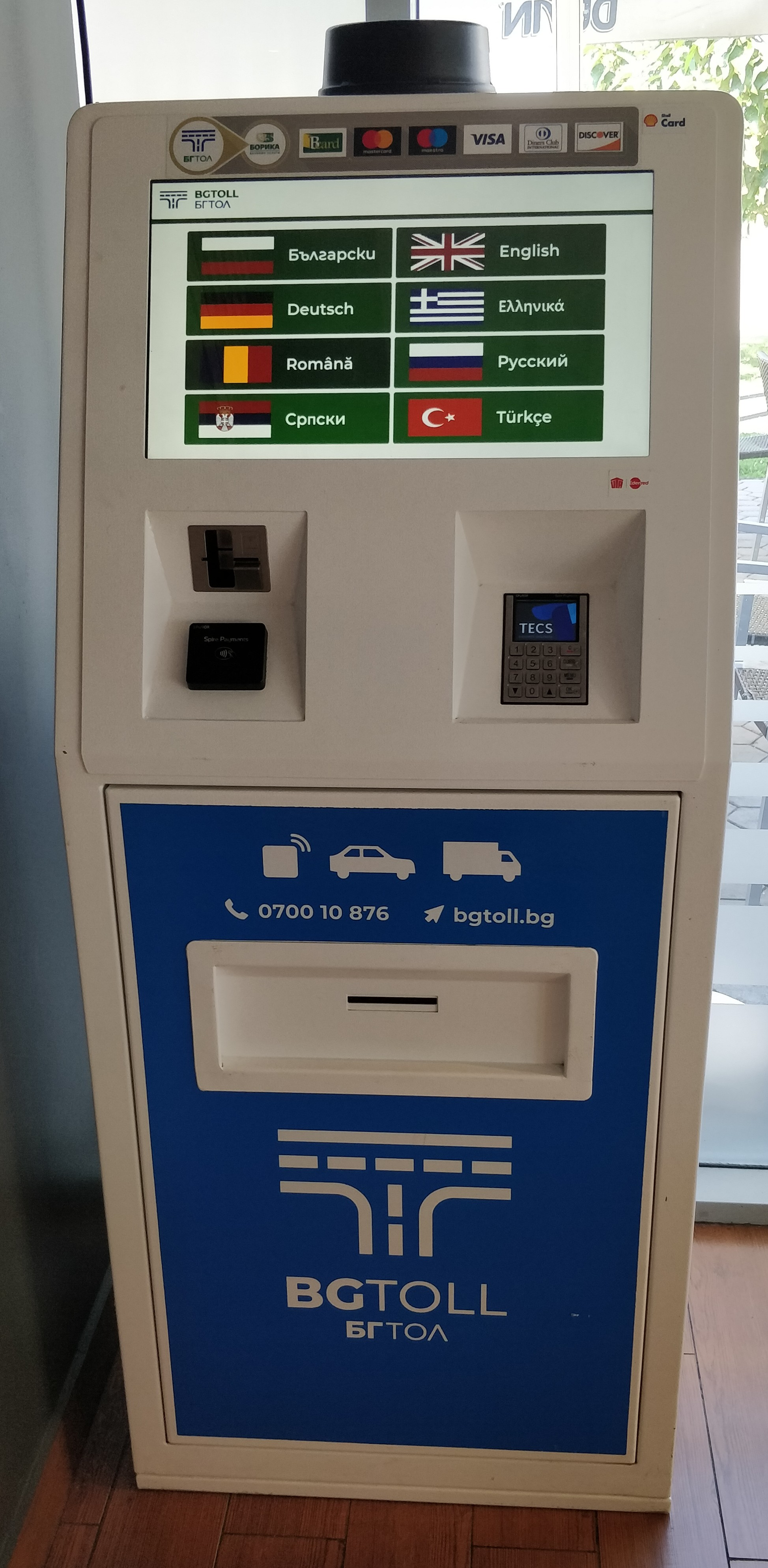
Uma máquina de vinhetas da Bulgária.

As vinhetas são obrigatórias para todos os veículos (exceto motociclos) que circulam em todas as vias públicas, com exceção dos arruamentos urbanos das cidades, vilas e aldeias. As vinhetas geralmente são válidas a partir do momento em que são compradas, sendo que alguns tipos de vinhetas podem ser selecionados para começar a contar numa data futura. As vinhetas podem ser obtidas na Bulgária na maioria dos postos de abastecimento, em postos de fronteira ou em linha (online) usando um cartão bancário. Multas em numerário de €150 a €1.500 são cobradas aos motoristas sem vinheta válida. O autocolante de vinheta foi substituído pela e-vinheta a 1 de janeiro de 2019, e um sistema adicional de portagem eletrónica (pedágio eletrónico) foi introduzido em agosto de 2019 apenas para os veículos com peso superior a 3,5 toneladas.

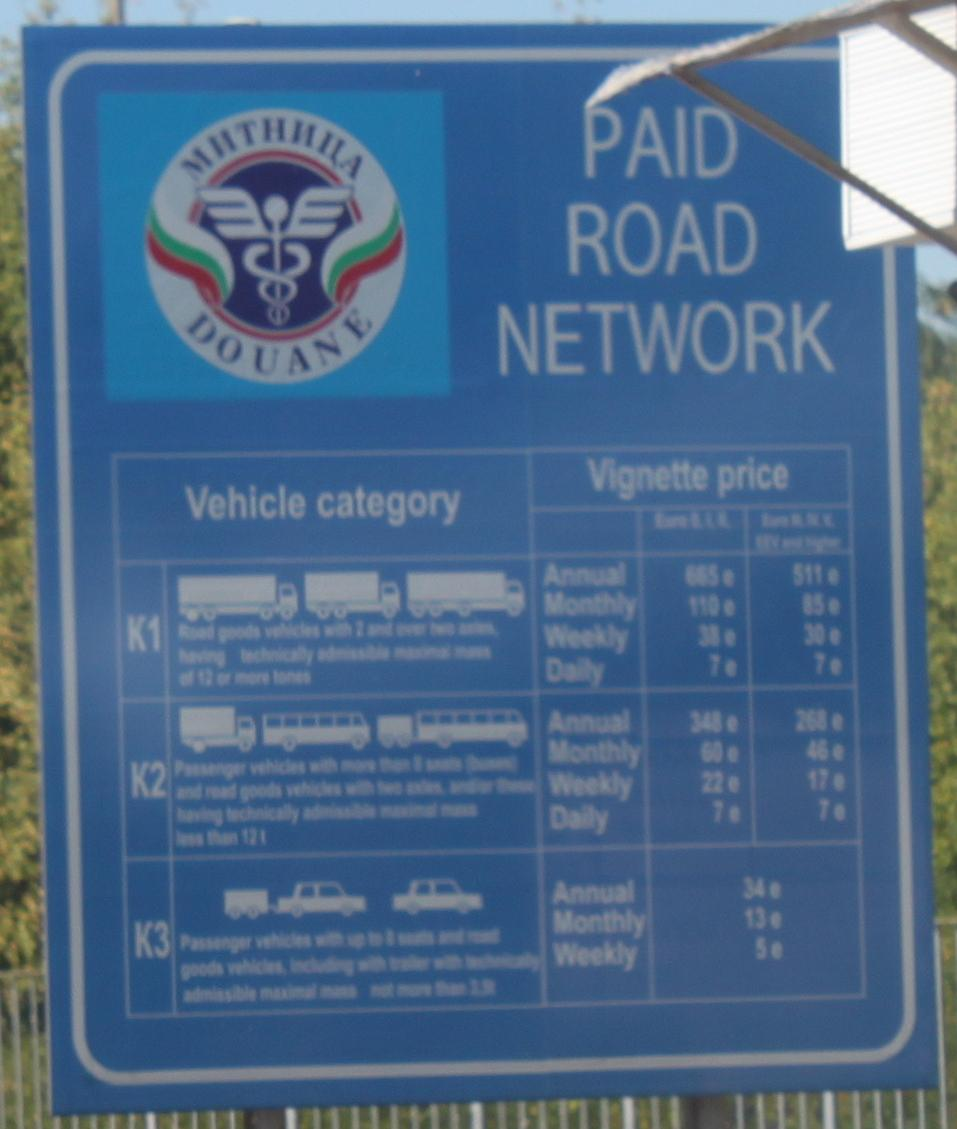
Lista de preços para as vinhetas na Bulgária.

### Chéquia

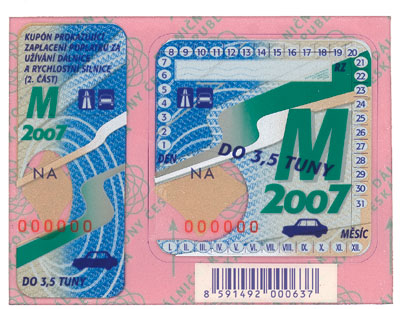
Vinheta da Chéquia de 2007.

As vinhetas são obrigatórias para o uso das autoestradas e vias expressas por todos os veículos de até 3,5 toneladas. As multas numerário pela não exibição de uma vinheta válida afixada no para-brisa do veículo variam de €80 a €200. As vinhetas para veículos mais pesados foram substituídas por um sistema de cobrança eletrónica de portagem (pedágio) em 2007. A 1 de janeiro de 2021, os autocolantes de vinheta foram substituídos por vinhetas digitais.

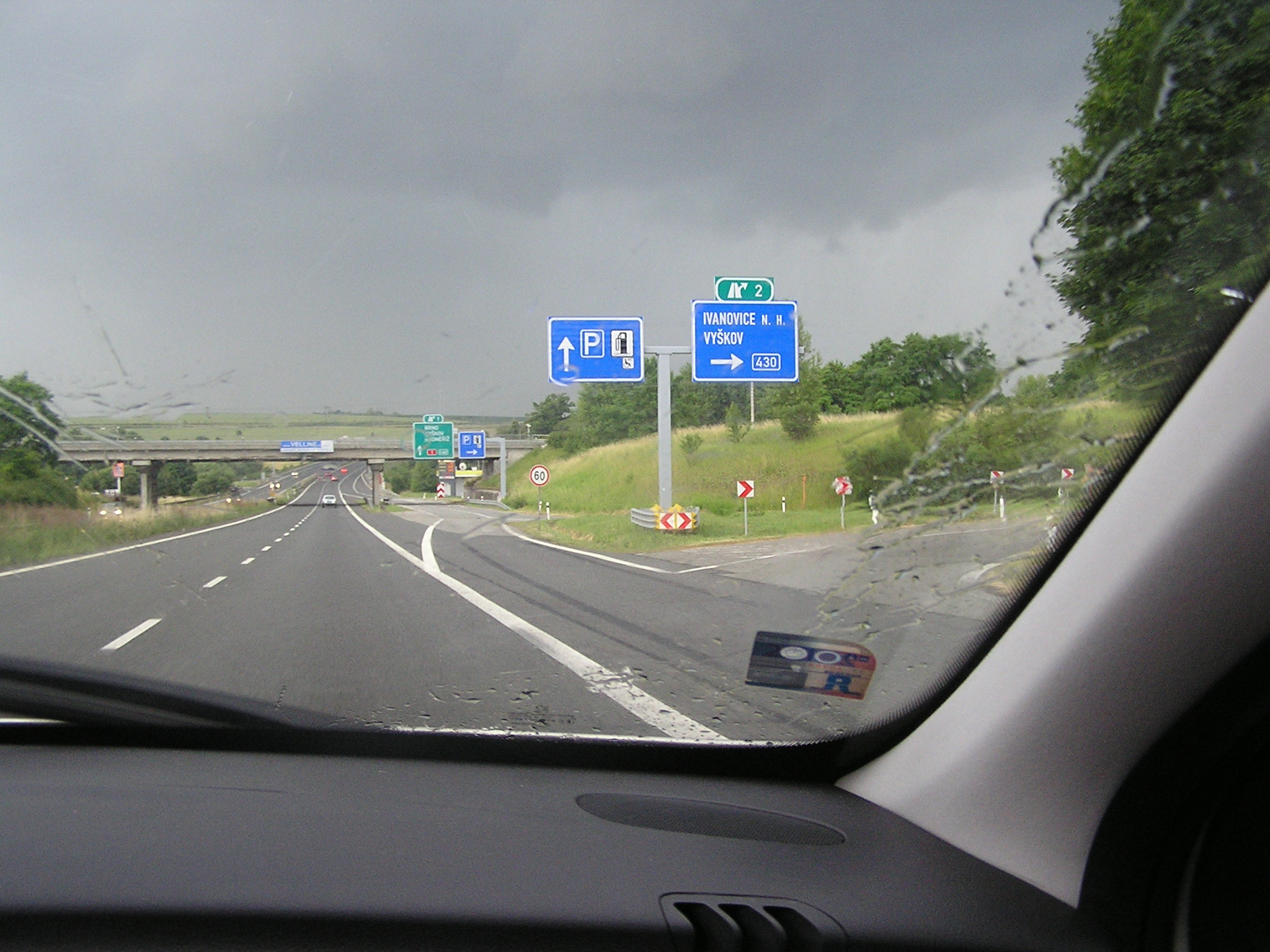
Vinheta afixada no para-brisa de um carro na via expressa R-46, na Chéquia.

### Alemanha

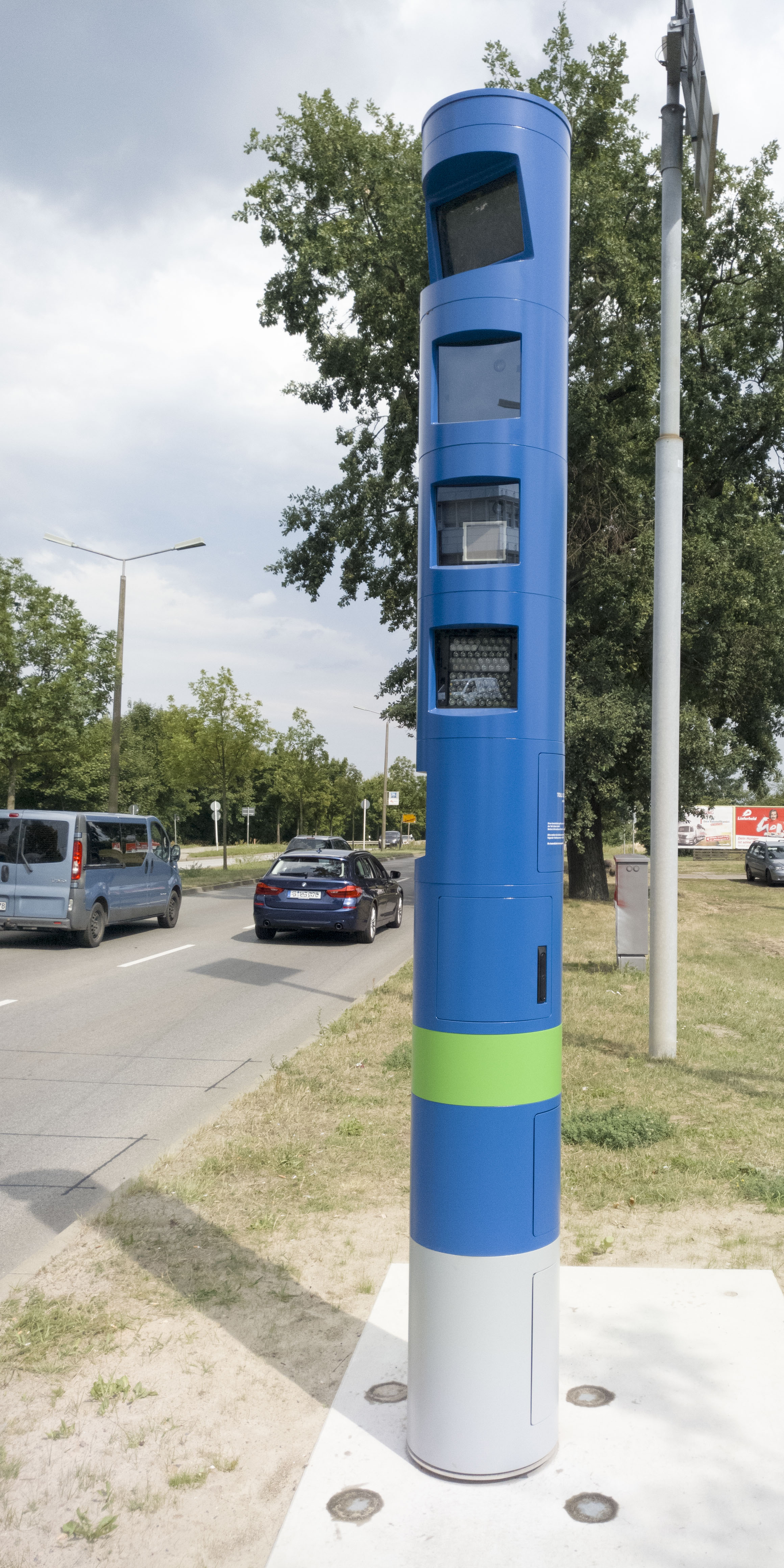
Pilar de monitorização de portagens (pedágios) dos veículos pesados com leitura de matrícula (placa) implantado pela operadora Toll Collect numa rodovia federal em 2018.

As autoestradas e vias expressas são uma rede rodoviária gratuita para todos os veículos ligeiros. O sistema Eurovinheta que existia para camiões (caminhões) foi abolido em agosto de 2003. A partir de 1 de janeiro de 2005, foi introduzido um sistema de cobrança de portagem (pedágio) baseado na distância percorrida apenas para veículos com mais de 12 toneladas, concessionado à operadora Toll Collect.
A partir de 1 de março de 2007, todos os condutores estão obrigados a adquirir uma Vinheta Ambiental autocolante ao passar por Zonas de Baixa Emissões (ZBE) em várias cidades e municípios. Algumas Zonas Ambientais (Umweltzone) proibiram completamente a entrada a veículos muito poluentes com elevada emissão de partículas (veículos dos Grupos Poluentes "amarelo" e "vermelho"). Os condutores que passarem por estas Zonas Ambientais sem a Vinheta Ambiental autocolante são multados em €80.

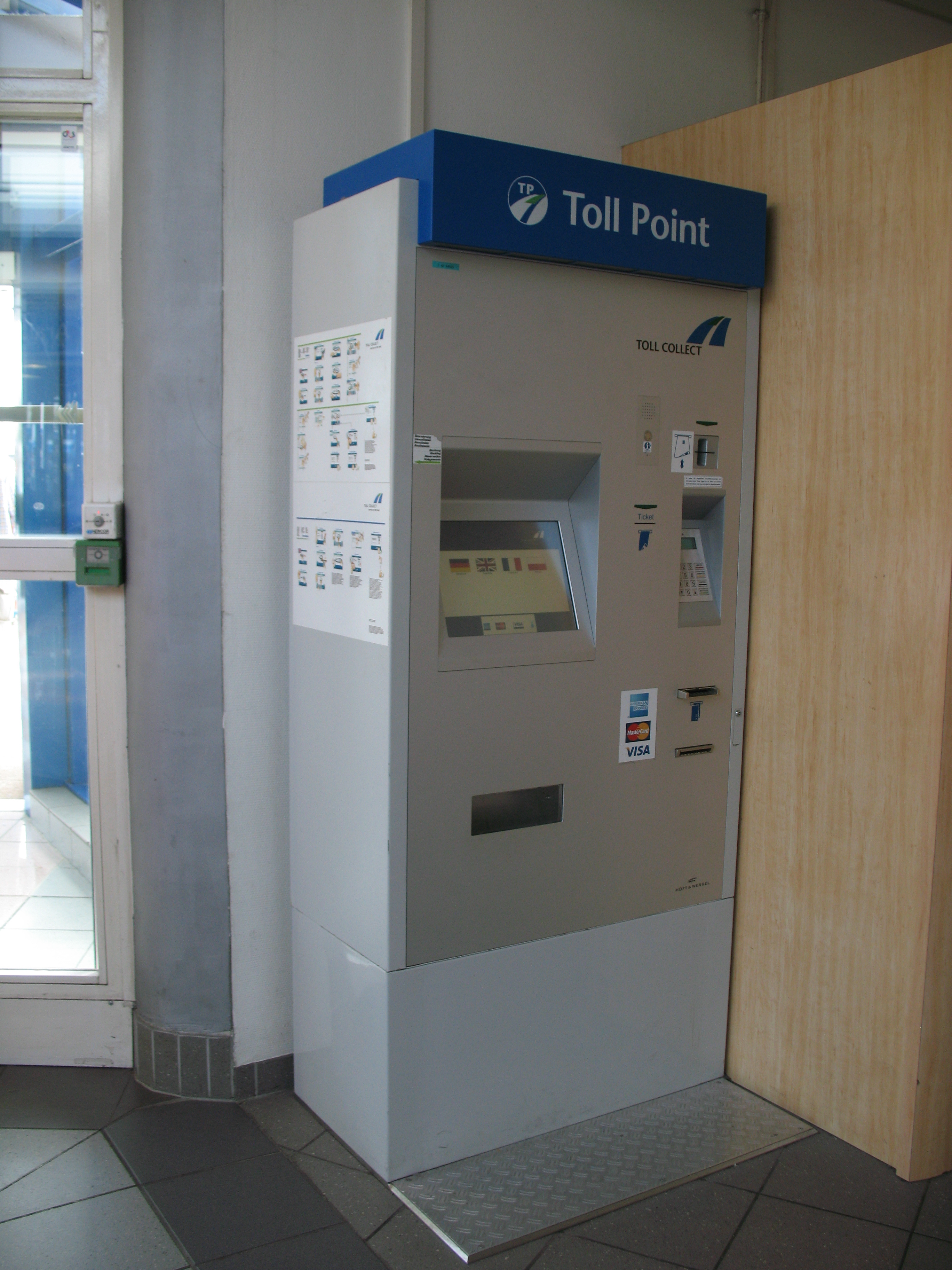
Máquina automática para pagamento de portagens (pedágios) dos veículos pesados instalada pela Toll Collect numa área de serviço.

### Hungria

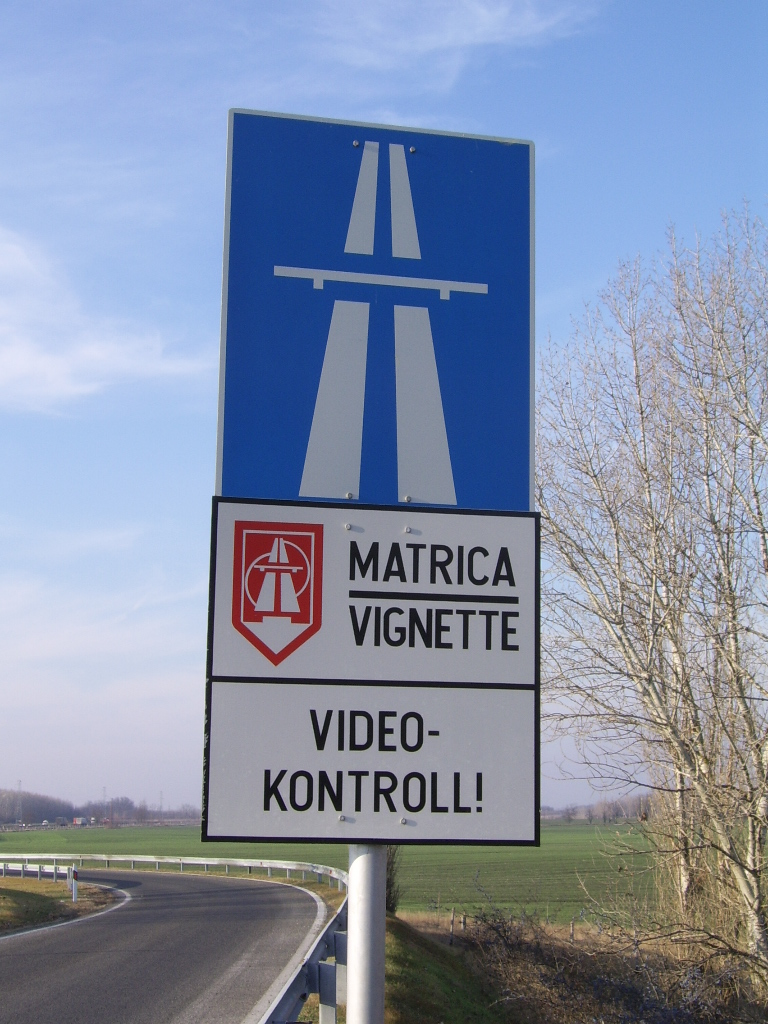
Sinal de vinheta numa autoestrada na Hungria. As vinhetas eletrónicas são verificadas por câmaras ao longo das estradas.

As vinhetas são necessárias para todos os veículos circularem em autoestradas e vias expressas. As vinhetas autocolantes foram substituídas por vinhetas eletrónicas a 1 de janeiro de 2008, sendo que o único item físico que o comprador agora recebe é a fatura-recibo para controlo pela polícia. A validade da vinheta é verificada por câmaras instaladas em pórticos nas estrada tarifadas com base na leitura dos números das matrículas (placas), sendo que, por exemplo, os motoristas de veículos de até 3,5 toneladas sem uma vinheta válida são multados em numerário de €50 a €200.

### Moldávia
As vinhetas são obrigatórias para os veículos a motor matriculados no estrangeiro, circulando em vias públicas, e estão disponíveis para compra nas alfândegas dos postos de fronteira. Os condutores estrangeiros sem vinheta válida são multados em numerário de €125 a €375. Os veículos pesados comerciais pagam uma comparticipação que é uma percentagem das taxas alfandegárias aplicadas, e que consiste numa taxa de entrada única e numa taxa baseada na distância percorrida.

### Montenegro
As vinhetas dos impostos ambientais foram abolidas em 31 de dezembro de 2011. Conduzir (dirigir) em rodovias públicas é normalmente gratuito, com exceção de alguns túneis e pontes.

### Roménia

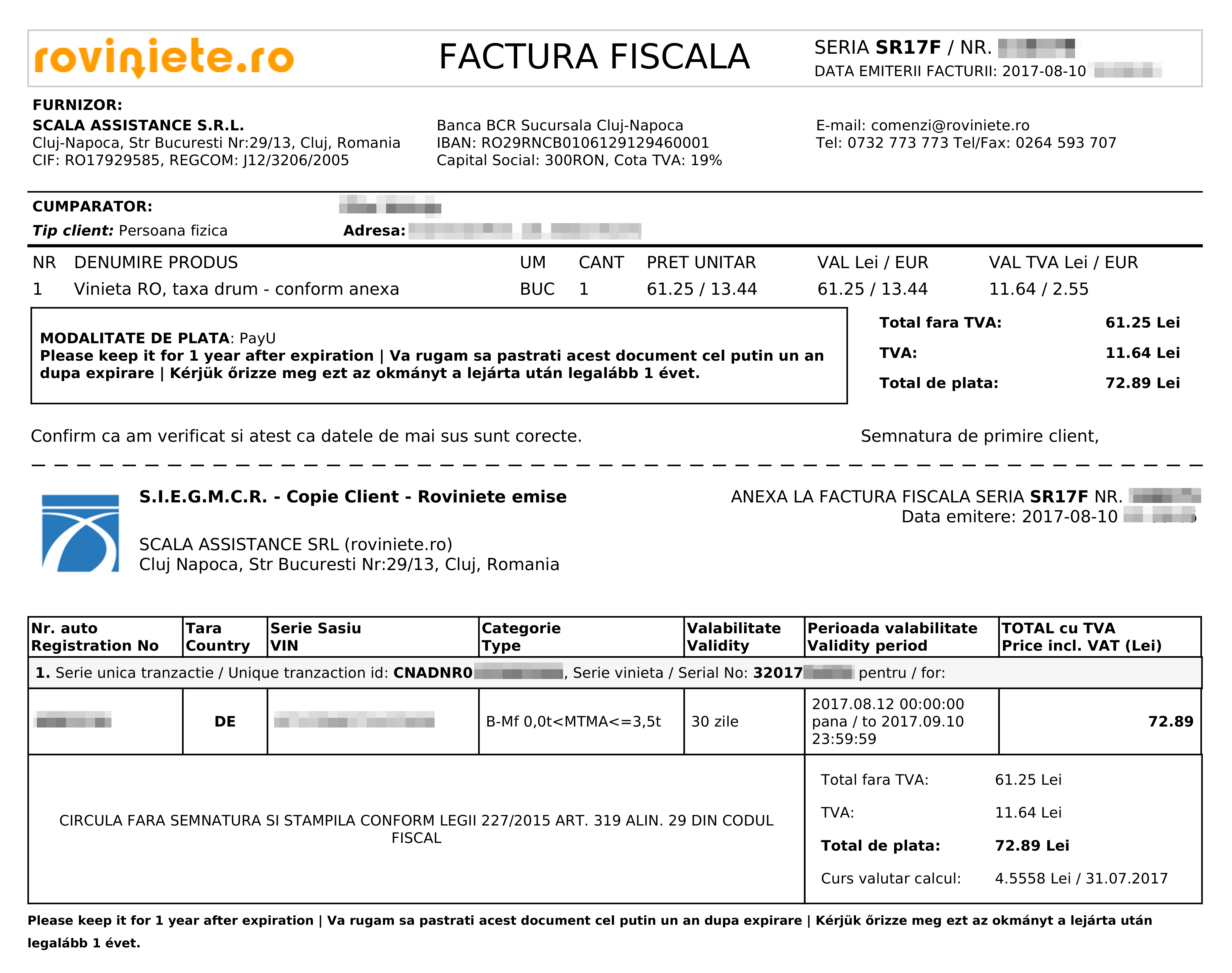
Fatura e recibo de compra de uma Vinheta Eletrónica na Roménia em 2017.

Com exceção dos motociclos, as vinhetas são obrigatórias para todos os veículos que circulam em todas as estradas e autoestradas nacionais. As vinhetas físicas foram substituídas por vinhetas eletrónicas desde 1 de outubro de 2010. As vinhetas podem ser adquiridas na maioria dos postos de combustível, pontos de fronteira ou em linha (online) usando um cartão bancário. Os condutores sem vinheta válida são multados em €100 ou mais. As multas são emitidas por sistemas automáticos que digitalizam a matrícula (placa) do veículo quando ele sai de uma área urbana.

### Eslováquia

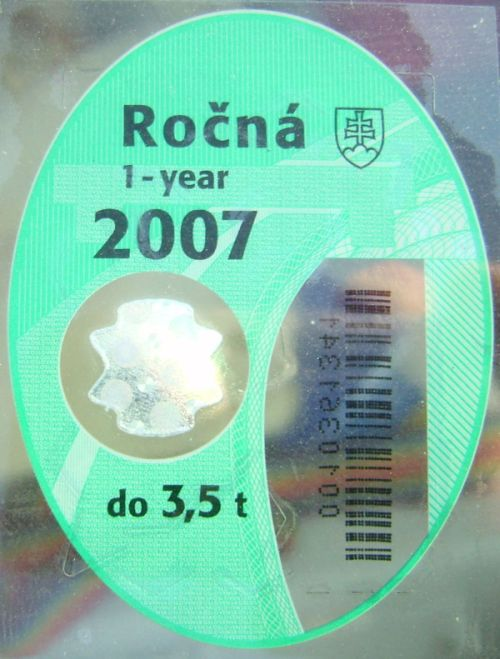
Vinheta anual de 2007 da Eslováquia.

As vinhetas são obrigatórias para todos os veículos de até 3,5 toneladas que circulam nas rodovias eslovacas. Os condutores sem vinheta válida são multados em numerário entre €100 e €500. As vinhetas para veículos pesados foram substituídas por um sistema de cobrança eletrónica de portagem (pedágio) à distância com câmaras de verificação nas rodovias, em vigor desde 2010. A partir de 1 de janeiro de 2016, as vinhetas eslovacas são compradas e verificadas eletronicamente via eZnamka.sk, sem autocolante.

### Eslovénia
As vinhetas são obrigatórias para todos os veículos de até 3,5 toneladas que circulam nas rodovias eslovenas desde 1 de julho de 2008. Os condutores sem vinheta válida são multados em numerário entre €300 e €800. A 1 de abril de 2018, a Eslovénia implementou um sistema de portagem eletrónica (pedágio eletrónico) para veículos cujo peso máximo permitido exceda 3,5 toneladas. A partir de 1 de dezembro de 2021, as vinhetas eslovenas podem ser compradas e geridas eletronicamente via evinjeta.dars.si, sem necessidade do autocolante.

### Suíça

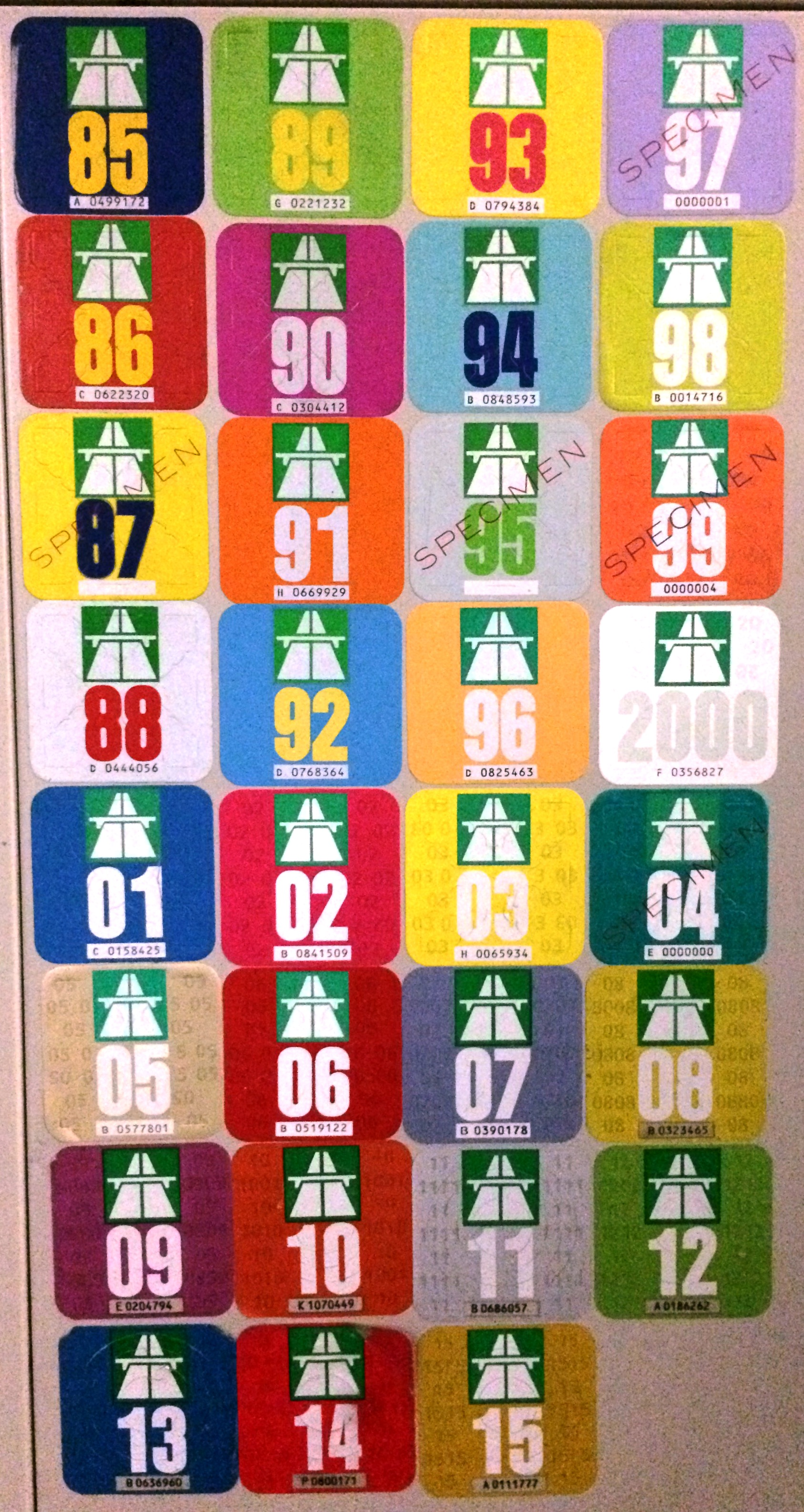
Vinhetas da Suíça de 1985 a 2015.

Todos os viajantes que utilizam as autoestradas e vias expressas suíças são obrigados a adquirir uma vinheta anual. As vinhetas podem ser obtidas dentro e fora da Suíça em países limítrofes, em postos de gasolina e pontos sinalizados. O uso da rede de autoestradas sem uma vinheta válida é uma infração à Lei de Estradas Públicas e é punível com multas em numerário de CHF200, além da compra obrigatória no momento de uma vinheta anual. Os veículos mais pesados pagam uma taxa chamada de Taxa de Veículo Pesado relacionada com o Desempenho (em francês: Redevance poids lourds liée aux prestations, RPLP; em alemão: Schwerverkehrsabgabe), que é baseada em três parâmetros: 
- o número de quilómetros percorridos na Suíça,
- o peso total admissível do veículo,
- as emissões do veículo (de acordo com a classificação de emissões da UE).

Este taxa tem em conta o fato de os veículos pesados de mercadorias degradarem muito mais as redes rodoviárias do que os veículos ligeiros sem contribuir em proporções justas para a manutenção desta rede e para as externalidades negativas (poluição, ruído, efeitos negativos na saúde que têm também um custo).

A Suíça oferece apenas uma vinheta válida por um ano (de dezembro do ano anterior a janeiro do ano seguinte) por CHF40 (€35,75). Por conta disto, a sua vinheta é a mais cara da Europa para transitar e visitar com veículos ligeiros. Outros países oferecem vinhetas de curta duração que tornam o trânsito ou a visita mais barato do que na Suíça. No entanto, esta exclusividade da vinheta anual tem a vantagem do condutor evitar ter de ficar parado por vezes durante à espera numa fila, nos postos fronteiriços, para comprar a vinheta autocolante nas épocas do ano de maior afluência de visitantes, como os feriados dos países vizinhos e o início das férias de verão.